# Conopeum eriophorum
Conopeum eriophorum is een mosdiertjessoort uit de familie van de Electridae. De wetenschappelijke naam van de soort is, als Flustra eriophora, voor het eerst geldig gepubliceerd in 1816 door Lamouroux.